# Ryby słonowodne

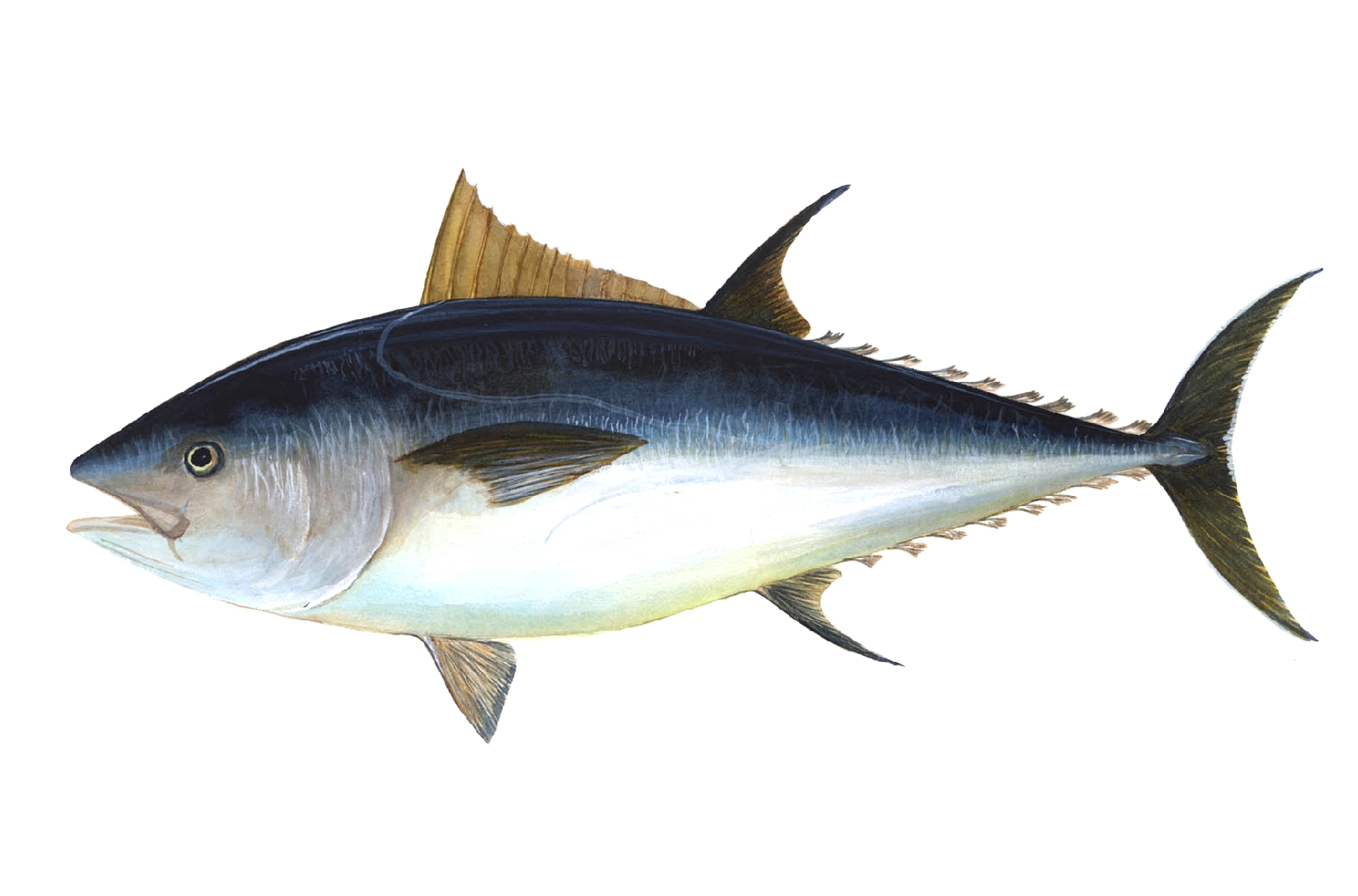
Tuńczyk pospolity

Ryby słonowodne – grupa ryb, które spędzają życie w słonych wodach, takich jak morza i oceany (o zasoleniu powyżej 3%). Ryby te wykazują duże zróżnicowanie pod względem budowy i przystosowań. Ryby te stanowią 58,76% wszystkich znanych gatunków ryb. Mogą żyć samotnie lub w ławicach.

## Pożywienie
Ryby słonowodne są mięsożerne, roślinożerne lub wszystkożerne. Roślinożercy jedzą głównie glony i trawy morskie. Większość ryb słonowodnych jest jednak mięsożerna, żywią się głównie krewetkami, planktonem lub małymi skorupiakami.

## Osmoregulacja

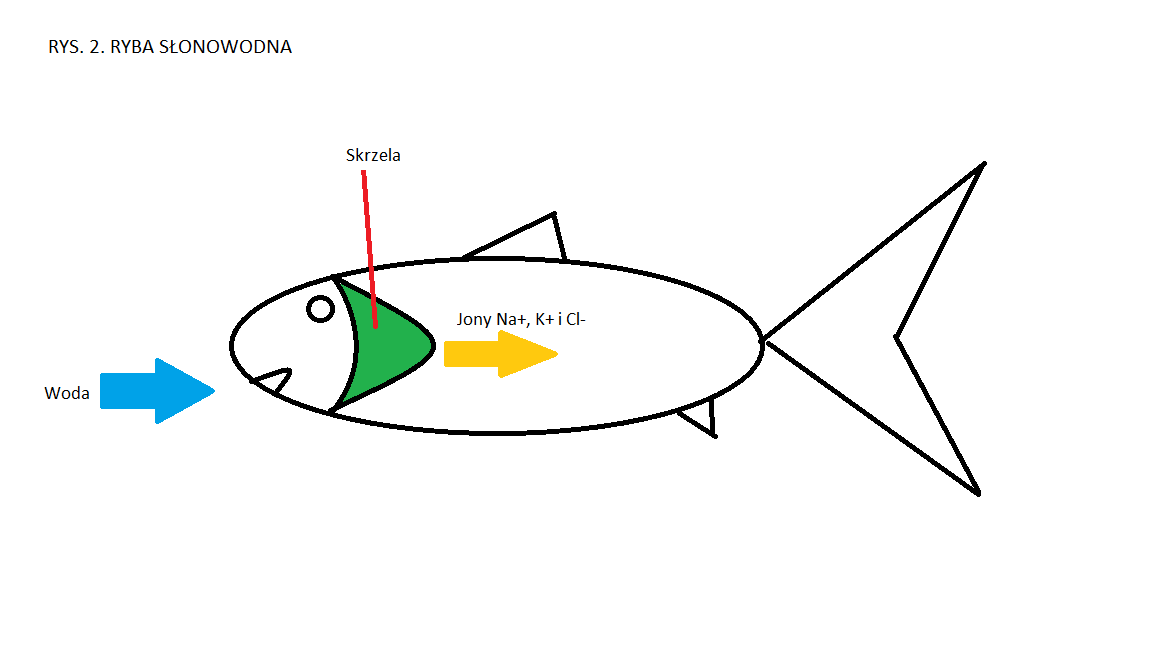
Osmoregulacja u ryb kostnoszkieletowych

Ryby kostnoszkieletowe żyją w środowisku hipertonicznym, piją wodę, a nadmiar jonów soli takich jak K+, Cl−, Na+ wydalają przez komórki solne znajdujące się w skrzelach. Ryby te wytwarzają niedużo moczu, ponieważ muszą chronić się przed utratą wody.
Ryby chrzęstnoszkieletowe w swojej krwi zachowują wysokie stężenie mocznika, dzięki czemu utrzymują stężenie soli podobne do tego w wodzie, w której poruszają się. Wzrost stężenia mocznika prowadzi do denaturacji białek, żeby zapobiec temu procesowi część mocznika zastępowana jest przez tlenek trimetyloaminy, który nie jest szkodliwy dla organizmu. Do ciał rekinów dostaje się dużo wody w wyniku osmozy, aby zrekompensować jej utratę z organizmu. W jelicie odbytowym posiadają gruczoł rektalny, który odpowiada za zbieranie wydalanego później nadmiaru soli.

## Podział ryb według ich siedlisk
- Ryby pelagiczne – otwarta toń wodna
- Ryby strefy przybrzeżnej – obszary blisko brzegu
- Ryby głębinowe – strefy poniżej 2000 m.p.p.m.
- Ryby denne – dno
- Ryby raf koralowych – blisko koralowcówRekin wielorybi – gatunek największej ryby świata

Rekin wielorybi – gatunek największej ryby świata